# Mauro Del Vecchio

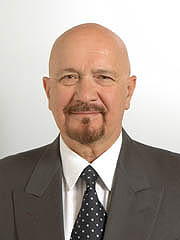
Mauro Del Vecchio (2005)

Mauro Del Vecchio (* 7. Juni 1946 in Rom; † 5. Juli 2025 ebenda) war ein italienischer Politiker und Generalleutnant.

## Werdegang
Del Vecchio wurde von 1965 bis 1969 an der Militärakademie in Modena und Turin ausgebildet und diente dann als Offizier bei den Bersaglieri. Von März 1997 bis November 1999 kommandierte er die Bersaglieri-Brigade „Garibaldi“, mit der er auch an Friedenseinsätzen im ehemaligen Jugoslawien teilnahm. Am 20. Februar 2004 übernahm er das Kommando über das NATO Rapid Deployable Corps – Italy in Solbiate Olona bei Mailand.
Unter seiner Führung erreichte dieser neue NATO-Eingreifkorpsstab den für Auslandseinsätze notwendigen Ausbildungsstand. Von August 2005 bis Mai 2006 führte Del Vecchio mit seinem Stab die internationale Schutztruppe ISAF in Afghanistan. Das NRDC-IT unterstand bei diesem Einsatz dem Allied Joint Force Command Brunssum in Brunssum, Niederlande.
Del Vecchio befehligte von September 2007 bis März 2008 das italienische Einsatzführungskommando in Rom-Centocelle. Die Regierung Prodi zog ihn Ende 2007 für den Posten des Generalstabschefs der Streitkräfte in Betracht. Im März 2008 schied Del Vecchio als hochdekorierter Generalleutnant aus dem aktiven Dienst aus, nachdem er das Angebot des Vorsitzenden der Demokratischen Partei, Walter Veltroni, angenommen hatte, bei den Parlamentswahlen in Italien 2008 für die sozialdemokratische PD zu kandidieren.
Mauro Del Vecchio war von 2008 bis 2013 Mitglied des italienischen Senats.
Del Vecchio starb am 5. Juli 2025 im Alter von 79 Jahren.